# 김상훈 (1973년)
김상훈(한국 한자: 金湘勳, 1973년 6월 8일 ~ )은 대한민국의 전 축구 선수 및 현 지도자 겸 행정가로 현재 괌 축구 협회 기술위원장을 맡고 있으며 1996년 하계 올림픽에 출전하기도 했다.

## 수상

### 클럽 (선수)
울산 현대
- K리그1 : 우승 (1996), 준우승 (1998)
- FA컵 : 준우승 (1998)
- 리그컵 : 우승 (1998)
- 전국축구선수권대회 : 준우승 (1999)

포항 스틸러스
- FA컵 : 준우승 (2002)

성남 일화 천마
- A3 챔피언스컵 : 우승 (2004)
- 리그컵 : 우승 (2004)

### 클럽 (지도자)
울산 HD (수석 코치)
- K리그1 : 준우승 (2011, 2013)
- AFC 챔피언스리그 : 우승 (2012)

 장쑤 FC (수석 코치)
- 중국 슈퍼리그 : 준우승 (2016)
- 중국 FA컵 : 준우승 (2016)

FC 목포
- 전국체육대회 : 준우승 (2018)